# Colleen Doran
Colleen Doran és una autora de còmics estatunidenca.
Creadora de la sèrie pròpia A Distant Soil, publicada amb només dotze anys, Doran també ha il·lustrat guions d'altres autors com Neil Gaiman, Peter David o Stan Lee.
Professional des de l'adolescència, a mitjan dècada de 1980 col·laborà en la sèrie independent Elfquest mentre continuava la publicació d'A Distant Soil, la primera sèrie de fantasia creada per una sola dona; en la segona meitat dels 80 treballà per a Marvel Comics en Fallen Angels, Spider-Man o Power Pack.
Admirada per altres autors com Joan Hilty o Keith Giffen, gràcies a est últim Doran treballà per a DC Comics en sèries com Amethyst: Princess of Gemworld i The Legion of Super-Heroes, però durant un temps l'heteropatriarcat de la indústria del comic-book li impedí destacar com a autora i només rebia encàrrecs com a dibuixant, fins que es passà al segell de DC Vertigo Comics, dirigit per Karen Berger, en el qual col·laborà en igualtat de condicions amb autors com Gaiman o Warren Ellis en la sèrie The Sandman.
En el webcòmic SUPERIDOL, amb guió d'Ellis, Doran canvià totalment d'estil:
| « | M'agrada fer cada projecte en un estil diferent. Intente idear alguna cosa que li pegue. Crec que la faena del dibuixant és crear un estil únic per a cada obra i fer allò necessari per a contar la història en la manera més apropiada de contar-la, amb el millor de les seues capacitats. Jo no intente capgirar cada projecte per a què s'adapte a mi; jo intente adaptar-me. | » |

L'any 2016 realitzà el seu primer treball per a Valiant Entertainment en el primer número de la sèrie Faith.
També il·lustrà una història de Neil Gaiman, Troll Bridge, amb un estil a mitjan camí entre el llibre infantil i la sensibilitat adulta.
L'any 2017, arran del moviment Me Too de denúncia pública d'abusos sexuals, Doran comparà la seua experiència amb la de l'actriu Salma Hayek, encara que l'existència d'un acord de confidencialitat signat per ella li impedix donar detalls del seu cas:
| « | Quan tinguí estos problemes, poques dones del gremi em donaren suport, i ausades que això es feu públic d'una manera prou desagradable. Amb l'excepció d'Heidi MacDonald, Joan Hilty, Vijaya Iyer i un parell més, quasi ningú es descarà ni per a donar-me un descàrrec o fer-me el cas. En canvi, molts hòmens, companys de professió, sí que me mostraren el seu suport i la seua estima. Però les dones em deixaren penjada. Veges tu quina sororitat. | » |

El mateix any, la fira Wizard World d'Oklahoma l'afegí al seu Saló de la Fama junt amb altres autors honorats en les anteriors edicions, entre els quals Trina Robbins, Jeff Smith o Jerry Robinson, per la seua contribució a la indústria del còmic durant els quaranta anys de publicació d'A Distant Soil:
| « | Encara que l'obra de Doran evoca comparança amb els artistes pioners del còmics de romanç, el seu estil transcendix els límits tradicionals del gènere per a incloure elements de ciència-ficció, fantasia i superherois. Els seus guions són igualment impressionants, i Doran s'ha consolidat com un dels talents individuals més destacats del còmic. La seua veu artística és clara, siga en les planxes o en els guions. És la viva definició d'una llegenda dels còmics. | » |